# Sender Langenburg
Der Sender Langenburg ist ein Grundnetzsender der Deutschen Funkturm zur Ausstrahlung von Hörfunksignalen. Er befindet sich etwa zwei Kilometer nordöstlich der baden-württembergischen Stadt Langenburg. Als Antennenträger kommt ein 150 Meter hoher abgespannter Stahlrohrmast zum Einsatz, der 1966 erbaut wurde.
Der Sender versorgt den nordöstlichen Teil Baden-Württembergs um die Städte Schwäbisch Hall, Künzelsau und Crailsheim.
Der Senderstandort diente ab dem 21. Dezember 1966 ursprünglich der analogen Verbreitung des ZDF-Fernsehprogramms (Kanal 28, 200 kW) und ab 1969 auch des damaligen dritten Fernsehprogramms Südwest 3 (Kanal 42, 200 kW).
Ab 1987 sendete Radio Ton auf der Frequenz 100,1 MHz; diese musste 1994 an Antenne 1 abgetreten werden. Radio Ton erhielt dafür die Frequenz 88,6 MHz zugeteilt.
Zum 5. November 2008 wurde mit der Umstellung auf den digitalen Fernsehstandard DVB-T, der nun vom Sender Waldenburg-Friedrichsberg übertragen wird, der Fernsehsendebetrieb am Standort Langenburg eingestellt. Das oberste Mastsegment, der GFK-Zylinder mit der Fernsehantenne, wurde daraufhin entfernt. Die Gesamthöhe des Bauwerks verringerte sich damit von 173 auf 150 Meter.
Seit 2016 betreibt Antenne 1 seinen Sender und die Antennenanlage in Eigenregie. Hierzu wurde unter dem bestehenden UKW-Antennenfeld ein weiteres Antennenfeld am Mast installiert. Auslöser war eine Preiserhöhung durch den bisherigen Sendernetzbetreiber Media Broadcast, der gemäß von der Bundesnetzagentur veröffentlichten Daten jährlich 316.000 Euro allein für die Antennennutzung veranschlagte.
Seit dem 11. Juni 2022 wird von hier auch der baden-württembergische private DAB+-Multiplex mit einer Leistung von 10 kW ausgestrahlt. Am 8. April 2025 startete die Ausstrahlung des SWR-Multiplexes mit 4,5 kW. Im Unterschied zur sonst bei DAB üblichen vertikalen Polarisation erfolgt die Verbreitung dieses Ensembles in gemischter Polarisation.

## Frequenzen und Programme

### Analoger Hörfunk (UKW)
| Frequenz (MHz) | Programm  | RDS PS   | RDS PI                | Regionalisierung | ERP (kW) | Antennendiagramm rund (ND)/gerichtet (D) | Polarisation horizontal (H)/vertikal (V) |
| -------------- | --------- | -------- | --------------------- | ---------------- | -------- | ---------------------------------------- | ---------------------------------------- |
| 88,6           | Radio Ton | RADIOTON | DB0D (regional), D70D | Schwäbisch Hall  | 1        | D (80°–160°, 210–240°)                   | H                                        |
| 100,1          | Antenne 1 | ANTENNE1 | D40A (regional), D30A | Heilbronn        | 50       | ND                                       | H                                        |

### Digitales Radio (DAB+)
DAB+ wird im Gleichwellenbetrieb mit anderen Sendern ausgestrahlt.
| Block                  | Programme | ERP (kW) | Antennen- diagramm rund (ND), gerichtet (D) | Polarisation horizontal (H)/ vertikal (V) | Gleichwellennetz (SFN) |
| ---------------------- | --- | -------- | ------------------------------------------- | ----------------------------------------- | --- |
| 9D SWR BW N (D__00234) | DAB+ Block des SWR - SWR1 BW (112 kbps) - SWR Kultur (128 kbps) - SWR3 (Rheinland bis Bodensee) (112 kbps) - SWR4 HN (Studio Heilbronn) (112 kbps) - SWR4 KA (Studio Karlsruhe) (112 kbps) - SWR4 MA (Studio Mannheim) (112 kbps) - SWR4 S (Studio Stuttgart) (112 kbps) - SWR4 UL (Studio Ulm) (112 kbps) - SWR Aktuell (72 kbps) - DASDING (112 kbps) - EPG (24 kbps) - TPEG (16 kbps)                                           | 4,5      | ND                                          | M                                         | Aalen, Baden-Baden (Merkur), Bad Mergentheim (Am Kettenwald), Buchen (Odenwald), Ettlingen (Wattkopf), Hardberg, Heidelberg (Königstuhl), Heidenheim-Osterholz, Heilbronn (Weinsberg), Herbrechtingen, Langenburg, Langenbrand, Mannheim-Oststadt, Mühlacker, Murgtal (Draberg), Geislingen (Oberböhringen), Schwäbisch Gmünd, Stuttgart (Fernsehturm), Stuttgart (Funkhaus), Waldenburg (Friedrichsberg), Wertheim |
| 11B OAS BW (D__00201)  | DAB+ Block der ON AIR support GmbH: - Antenna BW (72 kbps) - Antenne 1 (72 kbps) - baden.fm (72 kbps) - bigFM (72 kbps) - Die Neue 107.7 (72 kbps) - die neue welle (72 kbps) - Energy Stuttgart (72 kbps) - Donau 3 FM (72 kbps) - egoFM (72 kbps) - Hitradio Ohr (72 kbps) - Radio 7 (72 kbps) - Radio Regenbogen (72 kbps) - Rock FM (72 kbps) - Das Neue Radio Seefunk (72 kbps) - Radio Teddy (72 kbps) - Radio Ton (72 kbps) | 10       | ND                                          | V                                         | Aalen, Alpirsbach, Bad Mergentheim, Baden-Baden (Merkur), Baiersbronn, Blauen, Brandenkopf, Donaueschingen, Freiburg (Schönberg), Forbach, Geislingen (Oberböhringen), Heidelberg (Königstuhl), Heilbronn (Schweinsberg), Hochrhein (Rickenbach), Hornisgrinde, Karlsruhe (Grünwettersbach), Kempten, Kreuzwertheim, Lahr (Schutterlindenberg), Langenburg, Mudau, Pfänder, Pforzheim (Langenbrand), Raichberg, Ravensburg (Höchsten), Reutlingen, Schramberg/Sulgen-Süd, Stuttgart (Frauenkopf), Tuttlingen (Witthoh), Ulm (Kuhberg) |